# رودا وانینزه
رودا وانینزه پزشک، مشاور بهداشت عمومی، مدیر اجرایی در امور دانشگاهی و پزشکی و رئیس دانشکدهٔ بهداشت عمومی دانشگاه ماکرری عضو دانشکدهٔ علوم بهداشتی دانشگاه ماکرری، فعالیت می‌کند. این دانشگاه قدیمی‌ترین و بزرگترین دانشگاه دولتی در اوگاندا است.
وی در سپتامبر ۲۰۱۷ به این سمت منصوب و جانشین پروفسور ویلیام بازیو شد که او نیز به سمت معاونت ریاست دانشگاه ماکرری و مدیریت امور مالی و اجرایی ارتقاء یافت.

## زندگی شخصی و تحصیلات
او در اوگاندا به دنیا آمد. پس از تحصیل در مدارس ابتدایی محلی، وارد دبیرستان دخترانه نابیسونسا (Nabisunsa) شد و تحصیلات خود را در سطح یک (پایین‌ترین سطح از سه سطح تحصیلی به سبک انگلستان) به پایان رساند. سپس برای تحصیلات عالی به مونت سنت مری کالج در ناماگونگا رفت.
وی برای تحصیل در رشتهٔ پزشکی در دانشگاه مکرری پذیرفته شد و از آنجا با مدرک لیسانس پزشکی و لیسانس جراحی (MBChB) فارغ‌التحصیل شد. وی پس از دوره کارآموزی، به عنوان پزشک متخصص غیرنظامی به نیروهای دفاعی خلق اوگاندا (UPDF) پیوست و پس از هفت سال همکاری با UPDF، دوباره به دانشگاه ماکرری بازگشت و به عنوان دانشجو در رشتهٔ کارشناسی ارشد بهداشت عمومی ثبت نام کرد و در ۲۰۰۲ فارغ‌التحصیل شد. در ۲۰۱۰ از دانشگاه آنتورپ بلژیک به درجه دکترای فلسفه (دکترا) نایل آمد.

## زندگی حرفه‌ای
وانینزه تجربیات طولانی و مختلف بالینی و بهداشت عمومی و تحقیقات در زمینهٔ بیماری‌های گرمسیری و همین‌طور دربارهٔ سل و HIV / ایدز دارد. وی از ۲۰۰۸ در دانشکدهٔ بهداشت عمومی دانشگاه ماکرری مشغول به کار است. وی مدیریت برنامهٔ فلوشیپ تحصیلات تکمیلی را در دانشکدهٔ بهداشت عمومی بعهده دارد. هزینهٔ این برنامه توسط مرکز کنترل و پیشگیری بیماری‌ها و صندوق جهانی (مبارزه با ایدز و سل و مالاریا) تأمین می‌شود. او همچنین تحقیقات پایه‌ای را در زمینه‌های بهداشت مادران و کودکان به انجام داده‌است.
در سپتامبر ۲۰۱۷، وانینزه به عنوان معاون دانشکده بهداشت عمومی دانشگاه ماکرری منصوب شد و جانشین پروفسور ویلیام بازیو گردید.